# Волчанские Хутора
Волча́нские Хутора́ (укр. Вовчанські Хутори) — село в Чугуевском районе (До июля 2020 в Волчанском районе) Харьковской области Украины. Население села эвакуировано в мае 2024 года. Является административным центром Волчанско-Хуторского сельсовета, в который, кроме того, входят сёла Зыбино, Покаляное и посёлок Тихое.

## Географическое положение
Село Волчанские Хутора находится в основном на левом берегу реки Волчья, есть мост. Выше по течению примыкает село Покаляное, ниже по течению — примыкает г. Волчанск, на противоположном берегу находится посёлок Тихое.
В селе 480 дворов.

## История
Село основано в 1600 году.

## Экономика
- В селе есть молочно-товарная ферма (не работает) и птице-товарная ферма (переоборудована под склад).
- Маслобойня.
- Волчанскохуторское сельское потребительское общество.

## Объекты социальной сферы
- Детский сад.
- Школа.
- Дом культуры.
- Фельдшерско-акушерский пункт.
- Стадион.
- Село газифицировано.

## Достопримечательности
- Братская могила советских воинов. Похоронено 198 воинов.
- Памятник воинам-односельчанам. 1941—1945 гг.
- В 1911—1912 годах построено земское народное училище, которое сохранилось до наших дней.
- У села найдена неолитическая стоянка, к югу от села — 15 курганов, в 3 км на юго-восток, на берегах реки Волчья — 11 курганов. Высота 0,6-3 м. К северу от села, в 1-м км, раскопан курган «Орлова могила». Находки: стремена, копье, подковы.